# 程姣
程姣（1977年2月16日—），中國前女子羽球運動員。
程姣在1996年和2000年取得了一些成功。她參加了2001年最重要的比賽，全英羽球錦標賽和世界羽球錦標賽，與劉永搭檔混合雙打。同年，她在馬來西亞衛星賽中獲得女子雙打及混合雙打雙冠王，在日本羽球公開賽中獲得混合雙打第二名（與劉永搭檔）。